# رامون كورال
رامون كورال (بالإسبانية: Ramón Corral)‏ هو سياسي مكسيكي، ولد في 10 يناير 1854 في المكسيك، وتوفي في 10 نوفمبر 1912 بباريس في فرنسا. حزبياً، نشط في الحزب الليبرالي المكسيكي.